# Préaux-Bocage
Préaux-Bocage és un municipi francès situat al departament de Calvados i a la regió de Normandia. L'any 2007 tenia 123 habitants.

## Demografia

### Població
El 2007 la població de fet de Préaux-Bocage era de 123 persones. Hi havia 40 famílies de les quals 8 eren unipersonals (8 homes vivint sols), 8 parelles sense fills i 24 parelles amb fills.
La població ha evolucionat segons el següent gràfic:
Habitants censats

### Habitatges
El 2007 hi havia 45 habitatges, 40 eren l'habitatge principal de la família, 2 eren segones residències i 3 estaven desocupats. Tots els 45 habitatges eren cases. Dels 40 habitatges principals, 36 estaven ocupats pels seus propietaris i 4 estaven llogats i ocupats pels llogaters; 1 tenia tres cambres, 1 en tenia quatre i 38 en tenien cinc o més. 37 habitatges disposaven pel capbaix d'una plaça de pàrquing. A 10 habitatges hi havia un automòbil i a 29 n'hi havia dos o més.

### Piràmide de població
La piràmide de població per edats i sexe el 2009 era:
| Homes | Edats   | Dones |
| ----- | ------- | ----- |
| 0     | 95 o +  | 0     |
| 0     | 90 a 94 | 0     |
| 0     | 85 a 89 | 0     |
| 0     | 80 a 84 | 0     |
| 4     | 75 a 79 | 4     |
| 0     | 70 a 74 | 0     |
| 4     | 65 a 69 | 4     |
| 0     | 60 a 64 | 0     |
| 0     | 55 a 59 | 0     |
| 4     | 50 a 54 | 0     |
| 4     | 45 a 49 | 4     |
| 8     | 40 a 44 | 4     |
| 0     | 35 a 39 | 0     |
| 4     | 30 a 34 | 4     |
| 8     | 25 a 29 | 4     |
| 4     | 20 a 24 | 0     |
| 4     | 15 a 19 | 4     |
| 4     | 10 a 14 | 4     |
| 0     | 5 a 9   | 4     |
| 8     | 0 a 4   | 8     |

## Economia
El 2007 la població en edat de treballar era de 83 persones, 68 eren actives i 15 eren inactives. De les 68 persones actives 64 estaven ocupades (37 homes i 27 dones) i 4 estaven aturades (2 homes i 2 dones). De les 15 persones inactives 6 estaven jubilades i 9 estaven estudiant.
Activitats econòmiques
Dels 8 establiments que hi havia el 2007, 3 eren d'empreses de construcció, 3 d'empreses de comerç i reparació d'automòbils, 1 d'una empresa d'informació i comunicació i 1 d'una empresa de serveis.
Dels 3 establiments de servei als particulars que hi havia el 2009, 1 era un taller de reparació d'automòbils i de material agrícola i 2 paletes.
L'únic establiment comercial que hi havia el 2009 era una adrogueria.

## Poblacions més properes
El següent diagrama mostra les poblacions més properes.